# Orbitalnyj Piłotirujemyj Sboroczno-Ekspierimientalnyj Kompleks
Pilotowalny Orbitalny Kompleks Montażowo-Eksperymentalny (ros. Орбитальный Пилотируемый Сборочно-Экспериментальный Комплекс, trb. Orbitalnyj Piłotirujemyj Sboroczno-Ekspierimientalnyj Kompleks) (ОПСЭК, OPSEK) – proponowana w latach 2009–2017 rosyjska modularna stacja kosmiczna trzeciej generacji na niskiej orbicie okołoziemskiej. Jej pierwszy segment miał zostać zbudowany z modułów rosyjskiej części ISS.

## Założenia ogólne
Agencja Roskosmos zamierzała odłączyć od ISS przed deorbitacją część modułów serwisowych i laboratoryjnych składających się na rosyjską część stacji i wykorzystać je jako bazę do stworzenia nowego rosyjskiego kompleksu orbitalnego.
Informacje o tym zostały oficjalnie przekazane Stanom Zjednoczonym przez stronę rosyjską 17 czerwca 2009 roku.
Zgodnie z informacjami podanymi przez RKK Energia, nowa stacja orbitalna miała spełniać następujące funkcje:
- montaż dużych pojazdów kosmicznych na orbicie
- loty testowe
- montaż i obsługa holowników orbitalnych
- zapewnienie warunków medycznych i biologicznych do obsługi powracających ekspedycji międzyplanetarnych.

## Historia
Wczesne stacje, takie jak Salut czy Skylab były stacjami monolitycznymi, bez możliwości wymiany załogi czy uzupełniania zapasów. Funkcja ta pojawiła się w stacjach Salut 6 i Salut 7 wyposażonych w dodatkowy port cumowniczy. Drugą generacją były stacje wielomodułowe takie jak Mir czy Międzynarodowa Stacja Kosmiczna wyposażone w kilka portów cumowniczych i umożliwiające rozbudowę stacji dzięki modułom o zróżnicowanej funkcjonalności. OPSEK ma być technologicznym spadkobiercą stacji drugiej generacji.
Ze względu na przedłużenie okresu finansowania ISS i planowe wydłużenie jej żywotności, rosyjskie projekty nowej stacji zostały przesunięte w czasie. Zgodnie z wypowiedzią dyrektora RKK Energia Witalija Łopoty dla agencji Interfax z września 2010 roku, rosyjska część stacji ISS miała zostać przekonfigurowana tak, aby mogła stanowić samodzielny kompleks, który po odłączeniu przed deorbitacją ISS byłby w stanie służyć jeszcze około 10 lat. Prace nad budową całości OPSEK miały się zamknąć do roku 2031.

### Wykorzystanie modułów rosyjskiej sekcji ISS
Przy budowie OPSEK miałyby zostać wykorzystane następujące moduły Międzynarodowej Stacji Kosmicznej:
- Zwiezda (DOS-8) – wyniesiony na orbitę w 2000 moduł serwisowy (systemy podtrzymywania życia, kontroli oraz habitaty)
- Poisk (MRM-2) – wyniesiona w 2009 śluza powietrzna z dwoma portami cumowniczymi
- Nauka (FGB-2) – laboratorium, wyniesienie planowane w grudniu 2017
- uniwersalny moduł cumowniczy – wyniesienie planowane w 2018, moduł z dodatkowymi 4 portami cumowniczymi mającymi przyjąć niewyniesione jeszcze moduły i zapewnić możliwość dokowania dwóch dodatkowych pojazdów typu Sojuz / Progress

Moduły, które nie będą wykorzystane:
- Pirs (DC-1) – zdeorbitowany przed dołączeniem modułu Nauka (zwolnienie portu cumowniczego)

Moduły, co do których nie zapadła decyzja:
- Zaria (FGB-1) – wyniesiony w 1998, moduł bazowy, przestrzeń magazynowa i zasilanie elektryczne, obecnie własność NASA[3]; może zostać wymieniony na loty statków Sojuz / Progress po wyczerpaniu obecnie zakontraktowanych
- Rasswiet (MRM-1) – wyniesiony w 2010, węzeł cumowniczy / przestrzeń magazynowa, obecnie zadokowany do modułu Zaria, musiałby zostać przeniesiony na inną cumę, w przypadku nieodzyskania Zarii przez Rosjan

### Anulowanie projektu
W 2017 roku dyrektor Roskosmosu Igor Komarow stwierdził, że Rosjanie nie zamierzają odłączyć swojego segmentu ISS od amerykańskiego, choć taka możliwość była analizowana. Rosyjskie moduły są w złym stanie technicznym, występują na nich spękania i zdarzają się małe wycieki powietrza.